# Epicopeiidae
Họ Ngài phượng phương đông (Epicopeiidae) là một họ bướm đêm thuộc bộ Lepidoptera. Chúng được gọi như vậy (tiếng Anh là oriental swallowtail moths) vì chúng trông giống với bướm phượng.

## Phân loài
Tính đến tháng 4/2017, họ Epicopeiidae hiện đang có 11 chi:
1. Amana
2. Burmeia
3. Chatamla
4. Deuveia
5. Epicopeia
6. Epicopiopsis
7. Mimaporia
8. Nossa
9. Parabraxas
10. Psychostrophia
11. Schistomitra